# Podhájí (Nová Ves)
Podhájí je osada v okrese Třebíč v kraji Vysočina. Jde o místní část obce Nová Ves, nachází se ale blíže k obci Přibyslavice, na niž svým zastavěným územím navazuje. Od osady Kolonka, která připadá Přibyslavicím, je Podhájí odděleno Číhalínským potokem, který se zde vlévá do řeky Jihlavy. Nachází se 8,5 km severozápadně od centra Třebíče a 6,4 km od okraje jejího zastavěného území. 
Podhájím prochází silnice III/35114, která spojuje Třebíč s Přibyslavicemi. Sídlí zde výrobní závod společnosti MANN+HUMMEL. V osadě je registrováno 14 čísel popisných.